# Sam Moll
 (septembre 2017).
Pour les articles homonymes, voir Moll.
Samuel John Moll (né le 3 janvier 1992 à Lakeland, Tennessee, États-Unis) est un lanceur de relève gaucher des Reds de Cincinnati de la Ligue majeure de baseball.

## Carrière
Joueur des Tigers de l'université de Memphis, Sam Moll est choisi par les Rockies du Colorado au 3e tour de sélection du repêchage de 2013. Il commence sa carrière professionnelle dans les ligues mineures en 2013 avec un club affilié aux Rockies et est exclusivement lanceur de relève à partir de 2014. Les Rockies échangent Moll aux Athletics d'Oakland contre un joueur à être nommé plus tard le 16 août 2017.
Il fait ses débuts dans le baseball majeur avec Oakland le 1er septembre 2017.